# Collegio plurinominale Veneto 1 - 01 (2017)
Il collegio elettorale plurinominale Veneto 1 - 01 è stato un collegio elettorale plurinominale della Repubblica Italiana per l'elezione della Camera tra il 2017 ed il 2022.

## Territorio
Come previsto dalla legge elettorale italiana del 2017, il collegio era stato definito tramite decreto legislativo all'interno della circoscrizione Veneto 1.
Il collegio comprendeva la zona definita dai quattro collegi uninominali Veneto 1 - 01 (Venezia), Veneto 1 - 02 (San Donà di Piave), Veneto 1 - 03 (Chioggia) e Veneto 1 - 04 (Castelfranco Veneto).

## Dati elettorali

### XVIII legislatura
Come previsto dalla legge elettorale, 386 deputati erano eletti in 63 collegi plurinominali con ripartizione proporzionale a livello nazionale tra le coalizioni e le singole liste che avessero superato la soglia di sbarramento stabilita.
Nel collegio venivano eletti 10 deputati.
| Liste          | Liste                               | Proporzionale | Proporzionale | Proporzionale | Maggioritario | Maggioritario | Maggioritario |  |
| Liste          | Liste                               | Voti          | %             | Seggi         | Voti          | %             | Seggi         |  |
| -------------- | ----------------------------------- | ------------- | ------------- | ------------- | ------------- | ------------- | ------------- |  |
|                | Lega                                | 168 895       | 29,25         | 2             | 252 300       | 43,69         | 4             |  |
|                | Forza Italia                        | 59 403        | 10,29         | –             | 252 300       | 43,69         | 4             |  |
|                | Fratelli d'Italia                   | 19 661        | 3,40          | –             | 252 300       | 43,69         | 4             |  |
|                | Noi con l'Italia – UDC              | 4 341         | 0,75          | –             | 252 300       | 43,69         | 4             |  |
|                | Movimento 5 Stelle                  | 159 558       | 27,63         | 2             | 159 558       | 27,63         | –             |  |
|                | Partito Democratico                 | 102 874       | 17,81         | 2             | 123 456       | 21,38         | –             |  |
|                | +Europa                             | 15 200        | 2,63          | –             | 123 456       | 21,38         | –             |  |
|                | Italia Europa Insieme               | 2 934         | 0,51          | –             | 123 456       | 21,38         | –             |  |
|                | Civica Popolare                     | 2 448         | 0,42          | –             | 123 456       | 21,38         | –             |  |
|                | Liberi e Uguali                     | 19 441        | 3,37          | –             | 19 441        | 3,37          | –             |  |
|                | Il Popolo della Famiglia            | 5 228         | 0,91          | –             | 5 228         | 0,91          | –             |  |
|                | Potere al Popolo!                   | 4 591         | 0,79          | –             | 4 591         | 0,79          | –             |  |
|                | CasaPound                           | 3 999         | 0,69          | –             | 3 999         | 0,69          | –             |  |
|                | Italia agli Italiani (FN - MSFT)    | 3 007         | 0,52          | –             | 3 007         | 0,52          | –             |  |
|                | Grande Nord                         | 1 927         | 0,33          | –             | 1 927         | 0,33          | –             |  |
|                | Partito Valore Umano                | 1 761         | 0,30          | –             | 1 761         | 0,30          | –             |  |
|                | 10 Volte Meglio                     | 1 744         | 0,30          | –             | 1 744         | 0,30          | –             |  |
|                | Partito Repubblicano Italiano – ALA | 501           | 0,09          | –             | 501           | 0,09          | –             |  |
| Totale         | Totale                              | 577 513       | 100           | 6             | 577 513       | 100           | 4             |  |
|                |                                     |               |               |               |               |               |               |  |
| Schede bianche | Schede bianche                      | 5 246         | 0,88          |               |               |               |               |  |
| Schede nulle   | Schede nulle                        | 10 308        | 1,74          |               |               |               |               |  |
| Votanti        | Votanti                             | 593 067       | 77,27         |               |               |               |               |  |
| Elettori       | Elettori                            | 767 484       |               |               |               |               |               |  |

## Eletti

### Eletti nei collegi uninominali
Eletti nella coalizione di centro-destra (Lega - FI - FdI - NcI-UDC)
| Collegio uninominale   | Eletto | Eletto            | Partito |
| ---------------------- | ------ | ----------------- | ------- |
| 1. Venezia             |        | Giorgia Andreuzza | Lega    |
| 2. San Donà di Piave   |        | Renato Brunetta   | FI      |
| 3. Chioggia            |        | Ketty Fogliani    | Lega    |
| 4. Castelfranco Veneto |        | Dimitri Coin      | Lega    |

1. ↑  In data 21.07.2022 aderisce al gruppo misto, non iscritti.

### Eletti nella quota proporzionale
| Lega                         | Movimento 5 Stelle               | Partito Democratico           |
| ---------------------------- | -------------------------------- | ----------------------------- |
|                              |                                  |                               |
| Sergio Vallotto Alex Bazzaro | Alvise Maniero Arianna Spessotto | Sara Moretto Nicola Pellicani |

1. 1 2  In data 19.02.2021 aderisce al gruppo misto; in data 23.02.2021 aderisce alla componente «Alternativa».
2. ↑  In data 19.09.2019 aderisce al gruppo Italia Viva - Italia C'è.